# Omphaloscelis subjecta
Omphaloscelis subjecta là một loài bướm đêm trong họ Noctuidae.